# Liste der Bodendenkmäler in Mödingen
Auf dieser Seite sind die Bodendenkmäler in der schwäbischen Gemeinde Mödingen zusammengestellt. Diese Tabelle ist eine Teilliste der Liste der Bodendenkmäler in Bayern. Grundlage ist die Bayerische Denkmalliste, die auf Basis des Bayerischen Denkmalschutzgesetzes vom 1. Oktober 1973 erstmals erstellt wurde und seither durch das Bayerische Landesamt für Denkmalpflege geführt wird. Die folgenden Angaben ersetzen nicht die rechtsverbindliche Auskunft der Denkmalschutzbehörde.

## Bodendenkmäler der Gemeinde Mödingen

### Bodendenkmäler in der Gemarkung Bergheim
| Lage                | Objekt | Akten-Nr.     | Bild |
| ------------------- | --- | ------------- | ---- |
| Bergheim (Standort) | Straßentrasse vor- und frühgeschichtlicher oder mittelalterlicher Zeitstellung.                                       | D-7-7328-0008 |      |
| Bergheim (Standort) | Villa rustica der römischen Kaiserzeit.                                                                               | D-7-7328-0046 |      |
| Bergheim (Standort) | Freilandstation des Mesolithikums.                                                                                    | D-7-7328-0134 |      |
| Bergheim (Standort) | Grabhügel vorgeschichtlicher Zeitstellung.                                                                            | D-7-7328-0137 |      |
| Bergheim (Standort) | Körpergräber des frühen Mittelalters.                                                                                 | D-7-7328-0138 |      |
| Bergheim (Standort) | Freilandstation des Mesolithikums, Verhüttungsplatz vor- und frühgeschichtlicher oder mittelalterlicher Zeitstellung. | D-7-7328-0139 |      |
| Bergheim (Standort) | Grabhügel vorgeschichtlicher Zeitstellung.                                                                            | D-7-7328-0154 |      |
| Bergheim (Standort) | Siedlung der Hallstattzeit, Villa rustica und Brandgräber der römischen Kaiserzeit.                                   | D-7-7328-0201 |      |
| Bergheim (Standort) | Römische Villa rustica.                                                                                               | D-7-7328-0202 |      |
| Bergheim (Standort) | Mittelalterliche und frühneuzeitliche Befunde im Bereich der Katholischen Pfarrkirche St. Michael.                    | D-7-7328-0203 |      |
| Bergheim (Standort) | Römische Villa rustica.                                                                                               | D-7-7328-0354 |      |

### Bodendenkmäler in der Gemarkung Mödingen
| Lage                | Objekt                                                                                           | Akten-Nr.     | Bild |
| ------------------- | ------------------------------------------------------------------------------------------------ | ------------- | ---- |
| Mödingen (Standort) | Römische Villa rustica.                                                                          | D-7-7328-0010 |      |
| Mödingen (Standort) | Grabhügel vorgeschichtlicher Zeitstellung.                                                       | D-7-7328-0088 |      |
| Mödingen (Standort) | Körpergräber des frühen Mittelalters.                                                            | D-7-7328-0093 |      |
| Mödingen (Standort) | Grabhügel vorgeschichtlicher Zeitstellung.                                                       | D-7-7328-0143 |      |
| Mödingen (Standort) | Siedlung der Latènezeit und mittelalterliche Wüstung.                                            | D-7-7328-0152 |      |
| Mödingen (Standort) | Grabhügel vorgeschichtlicher Zeitstellung.                                                       | D-7-7328-0155 |      |
| Mödingen (Standort) | Grabhügel vorgeschichtlicher Zeitstellung.                                                       | D-7-7328-0156 |      |
| Mödingen (Standort) | Mittelalterliche und frühneuzeitliche Befunde im Bereich der Katholischen Pfarrkirche St. Otmar. | D-7-7328-0207 |      |
| Mödingen (Standort) | Mittelalterliche und frühneuzeitliche Befunde im Bereich des Klosters Maria Medingen.            | D-7-7328-0209 |      |
| Mödingen (Standort) | Mittelalterliche und frühneuzeitliche Befunde im Bereich des Stettenhofes.                       | D-7-7328-0212 |      |
| Mödingen (Standort) | Kirchenwüstung des Mittelalters und der Neuzeit.                                                 | D-7-7328-0213 |      |
| Mödingen (Standort) | Grabhügel vorgeschichtlicher Zeitstellung.                                                       | D-7-7328-0358 |      |

### Bodendenkmäler in der Gemarkung Oberfinningen
| Lage                     | Objekt                                     | Akten-Nr.     | Bild |
| ------------------------ | ------------------------------------------ | ------------- | ---- |
| Oberfinningen (Standort) | Grabhügel vorgeschichtlicher Zeitstellung. | D-7-7328-0136 |      |

### Bodendenkmäler in der Gemarkung Wittislingen
| Lage                    | Objekt                                               | Akten-Nr.     | Bild |
| ----------------------- | ---------------------------------------------------- | ------------- | ---- |
| Wittislingen (Standort) | Grabhügel vor- und frühgeschichtlicher Zeitstellung. | D-7-7328-0012 |      |